# Torreão dos Andrade

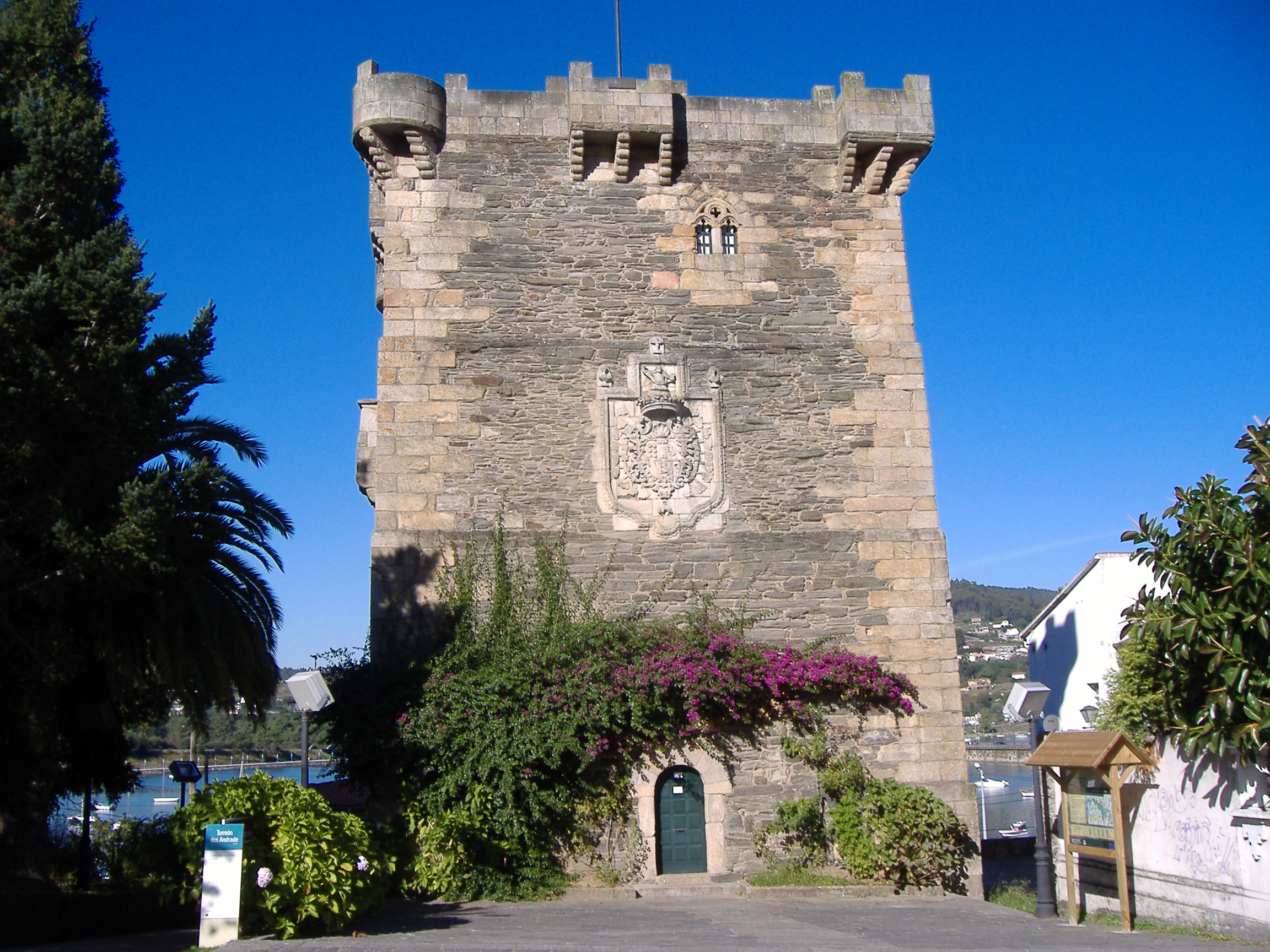
Torreão dos Andrade, Espanha: fachada principal.

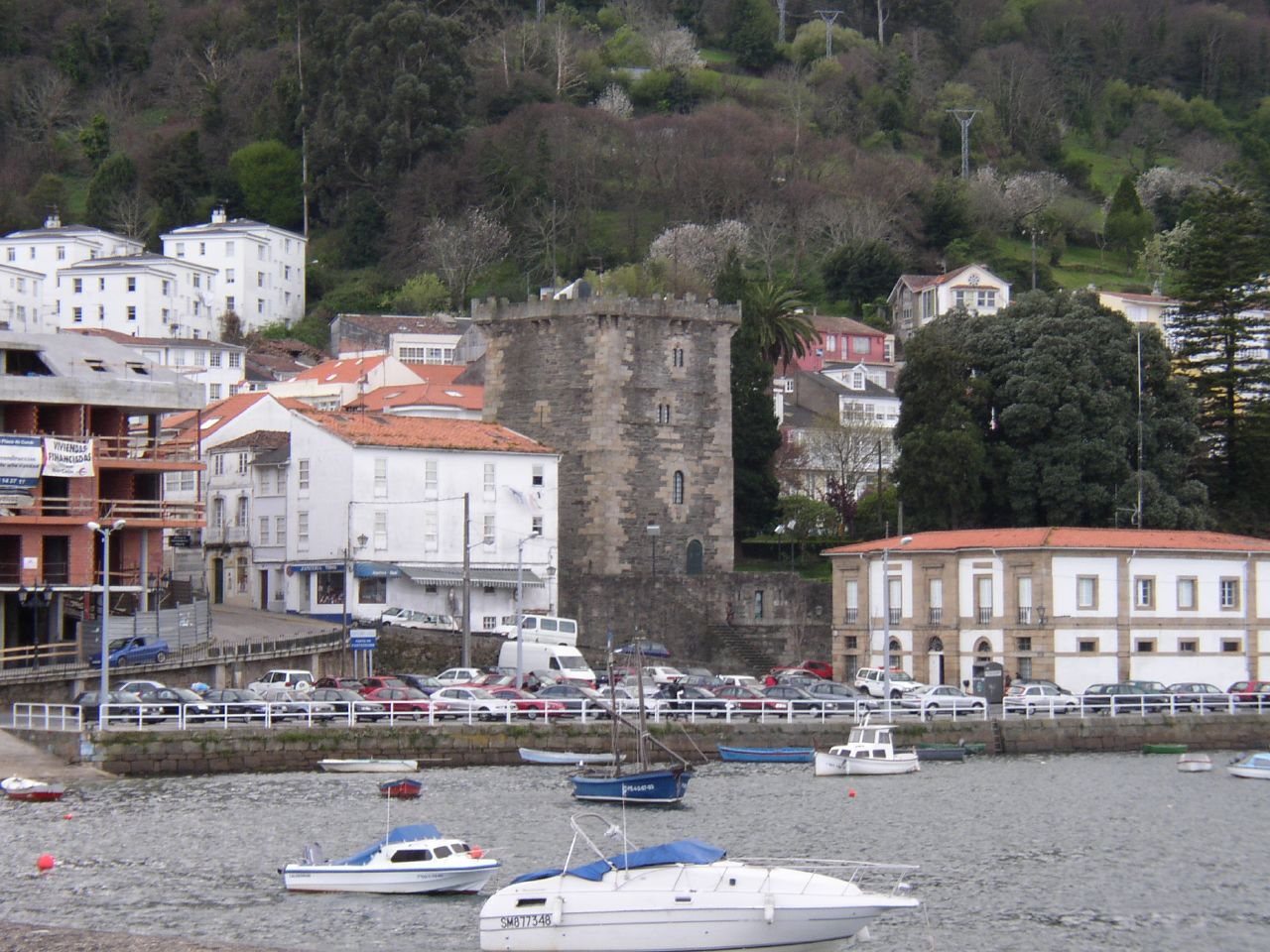
Torreão dos Andrade, Espanha: vista geral.

O Torreão dos Andrade é uma estrutura militar medieval localizada no concelho de Pontedeume, província da Corunha, na comunidade autônoma da Galiza, na Espanha.
Encontra-se no centro histórico da cidade, ao pé da praça Maior, constituindo-se no remanescente do paço que os Andrade mantinham na antiga vila, e que foi demolido  em 1935, apesar de se encontrar classificado como Monumento Histórico Artístico. O torreão data do século XVI e foi erguido por Fernando de Andrade.

## História
A história desta edificação encontra-se intimamente ligada à da povoação, a partir do Natal de 1270 quando Afonso X, o Sábio concedeu aos habitantes da comarca a autorização para construir uma vila no lugar conhecido como Ponte do Eume. Esta comunidade teria governo autônomo e seria de realengo, dependendo assim apenas da autoridade do rei.
No século XIV Henrique II de Trastâmara outorgou o senhorio da vila de Pontedeume a Fernán Pérez de Andrade, o Bom, em recompensa pelo apoio recebido durante a guerra civil contra Pedro I de Castela, o Cruel.
Durante as revoltas irmandinhas os domínios dos Andrade foram os principais alvos na região. Num primeiro momento a defesa da vila fez fracassar o ataque, mas uma segunda tentativa, dirigida por Alonso de Lanzós, conseguiu apoderar-se do castelo e da vila, conservando-se na sua posse durante algum tempo.
Em meados do século XVI o Conde de Lemos, Pedro de Castro, desposou uma herdeira dos Andrade. A posterior união do Condado de Lemos com a Casa de Alba fez com que o Torreão passasse a fazer parte do patrimônio do Ducado de Alba.
Em nossos dias o torreão foi objeto de extensa campanha de restauração, visando requalificá-lo como Centro de Interpretação da História dos Andrade, como escritório de turismo e sala de exposições.
Encontra-se sob a proteção da declaração genérica do Decreto de 22 de Abril de 1949, e da Lei n° 16/1985 sobre o Patrimônio Histórico Espanhol.

## Características
O torreão ameado, como o vemos actualmente, é fruto das reformas sofridas pelo solar no século XVI que ocupara a antiga fortificação dos Andrade. A torre encontra-se em muito bom estado de conservação. Nas obras de remodelação de 1935 foi demolida a ponte levadiça que acedia ao paço.
A estrutura, de planta quadrangular, com 11,5 metros de lado, eleva-se a 16 metros de altura. Os seus muros chegam a atingir os 2,35 metros de largura. Divide-se internamente em quatro pavimentos.
Um enorme escudo do século XVI adorna sua fachada meridional. Nela abrem-se duas estreitas seteiras e uma estreita janela retangular. Na fachada ocidental não se abre mais nenhum vão que o de uma latrina suspensa.
As portas de acesso situam-se nas fachadas Norte e Sul. Nestas fachadas abrem-se janelas geminadas de arcos ogivais trilobulados e óculos calados com traceria.
Na cobertura, nas suas esquinas laterais umas pequenas torres apoiadas sobre consolos, salvo uma em forma de anel.